# Pisaurina brevipes
Espèce
Synonymes
- Pisaura brevipes Emerton, 1911
- Thanatidius tenuis Bryant, 1945

Pisaurina brevipes est une espèce d'araignées aranéomorphes de la famille des Pisauridae.

## Distribution
Cette espèce se rencontre aux États-Unis en Floride, au Mississippi, en Louisiane, en Arkansas, au Missouri, au Kansas, en Illinois, au Michigan, en Ohio, en Caroline du Nord, en Pennsylvanie, au New Jersey, dans l'État de New York et au Massachusetts et au Canada en Ontario,.

## Description

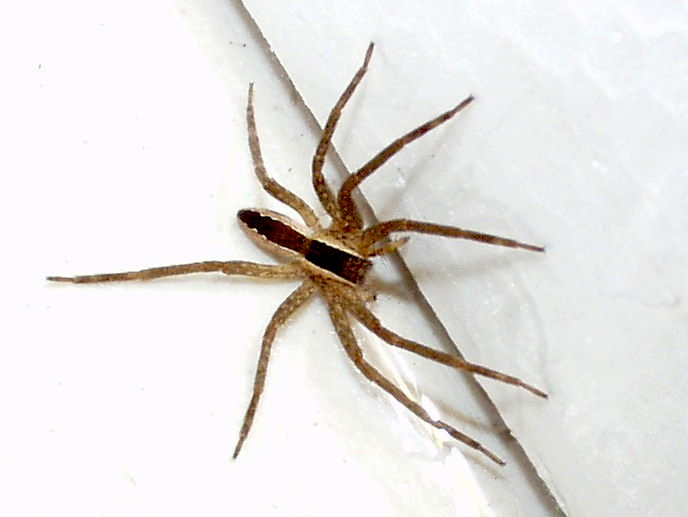
Pisaurina brevipes

Les mâles mesurent de 9,0 à 10,8 mm et les femelles de 11,0 à 13,0 mm.

## Publication originale
- Emerton, 1911 : New spiders from New England. Transactions of the Connecticut Academy of Arts and Sciences, vol. 16, p. 383-407 (texte intégral).